# Фатимиды
Фатими́ды (араб. الفاطميون‎, аль-Фатимийун) — арабская династия всех шиитских (исмаилитских) халифов и имамов. Правила в Фатимидском халифате с 909 по 1171 годы. Происходя от Фатимы, дочери исламского пророка Мухаммеда, они считались законными лидерами мусульманской общины.
Возвышение Фатимидов произошло благодаря народному восстанию берберского племени Кутама. Они пришли под лозунгами пришествия имама-махди и разгромили государство суннитов-Аглабидов в Ифрикии. В январе 910 году имам исмаилитов Убайдаллах был провозглашён махди и принял титул халифа. Фатимиды подчинили себе земли Северной Африки, Сицилию, Шам (Левант), побережье Красного моря и продолжали борьбу за установление господства во всём мусульманском мире. Армия Фатимидов состояла из наёмников и мамлюков. После смерти фатимидского халифа аль-Адида и прихода к власти курдского визиря из династии Айюбидов Салах ад-Дина династия прекратила своё существование.

## Список халифов Фатимидов
| №  | Имя                                                         | Год рождения | Годы правления | Примечание |
| -- | ----------------------------------------------------------- | ------------ | -------------- | ---------- |
| 1  | Абу Мухаммад Абдуллах аль-Махди Биллах                      |              | 909—934        |            |
| 2  | Абуль-Касим Мухаммад аль-Каим Биамриллах                    |              | 934—946        |            |
| 3  | Абу Захир Исмаил ибн Мухаммад аль-Мансур Биллах             | 914          | 946—953        |            |
| 4  | Абу Тамим Маадд ибн Исмаил аль-Муизз Лидиниллах             | 931          | 953—975        |            |
| 5  | Абу Мансур Низар ибн Маадд аль-Азиз Биллах                  |              | 975—996        |            |
| 6  | Абу Али Мансур ибн Низар аль-Хаким би-Амриллах              | 985          | 996—1021       |            |
| 7  | Абуль-Хасан Али ибн Мансур аз-Захир Биллах                  | 1005         | 1021—1036      |            |
| 8  | Абу Тамим Маадд ибн Али аль-Мустансир Биллах                | 1029         | 1036—1094      |            |
| 9  | Абуль-Касим Ахмад ибн Маадд аль-Мустали Биллах              |              | 1094—1101      |            |
| 10 | Абу Али Мансур ибн Ахмад аль-Амир Биахкамиллах              |              | 1101—1130      |            |
| 11 | Абуль-Маймун Абдул-Маджид ибн Мухаммад аль-Хафиз Лидиниллах |              | 1130—1149      |            |
| 12 | Абу Мансур Исмаил ибн Абдул-Маджид аз-Зафир Биамриллах      |              | 1149—1154      |            |
| 13 | Абуль-Касим Иса ибн Исмаил аль-Фаиз                         |              | 1154—1160      |            |
| 14 | Абу Мухаммад Абдуллах ибн Юсуф аль-Адид Лидиниллах          |              | 1160—1171      |            |